# Fiesta de la Vendimia del Valle de Curicó

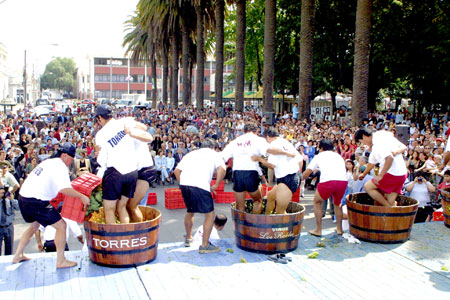
Fiesta de la Vendimia, Curicó, 2016.

La fiesta de la vendimia del valle de Curicó es un festival que se realiza todos los años en la ciudad de Curicó, en la Región del Maule, Chile.
Esta celebración se realiza todos los años, la última semana de marzo en la Plaza de Armas de la ciudad de Curicó, la celebración generalmente dura cuatro días, empezando el día jueves donde se presentan artistas curicanos, y terminando el domingo. En ella, se trata de dar mayor realce a la industria vitivinícola de la región, instalando stands de comida y de vinos, en los cuales, las diferentes viñas, microempresarios del rubro de los alimentos caseros y artesanos de la zona, ofrecen sus productos a los visitantes.Todos los años un país que recibe nuestros vinos apadrina esta fiesta.
En fechas pasadas ha contado con una muestra de vinos de destacadas viñas, como AltaCima, Aresti, Correa Albano, Echeverría, Las Pitras, Mario Edwards, Miguel Torres, Millamán, San Pedro, Valdivieso y Viñedos Puertas. Han asistido además, importantes personajes del espectáculo chileno, así como presentadores y artistas, realizándose en esta ocasión la elección de la "Reina de la Vendimia".
Actualmente, es el festival más importante de la ciudad de Curicó, luego de décadas se dejara de realizar la "Fiesta de la Primavera", en la que la comunidad organizaba diferentes actividades, en las cuales, se realizaban shows de artistas locales y se elegía a la "Reina de la Primavera".

## Ediciones
XXIX Fiesta de la Vendimia del Valle de Curicó 2015